# Scamandra lydia
Scamandra lydia är en insektsart som beskrevs av Stsl 1870. Scamandra lydia ingår i släktet Scamandra och familjen lyktstritar. Inga underarter finns listade i Catalogue of Life.